# Museo Anahuacalli
Museo Diego Rivera Anahuacalli o più comunemente conosciuto come il Museo de Anahuacalli è un museo situato nella zona sud di Città del Messico.
Il museo fu concepito e creato dal muralista Diego Rivera, che, motivato dal suo grande interesse per la cultura messicana nell'arco della sua vita collezionò più di 60 000 reperti preispanici. L'edificio destinato a raccogliere e conservare la collezione, costruito in roccia vulcanica fu progettato dallo stesso Rivera.
Il museo fu completato solo dopo la morte dell'artista dagli architetti Juan O'Gorman e Heriberto Pagelson 
e dalla figlia di Rivera, Ruth.